# Finn Thorsager
Finn Thorsager (ur. 20 maja 1916, zm. 29 sierpnia 2000)  – norweski pilot myśliwski okresu II wojny światowej.

## Życiorys
Od dzieciństwa interesował się lotnictwem. W 1925, wsiadł do wodnosamolotu N-25 Roalda Amundsena  po jego wodowaniu w Oslofjordzie. W 1936 wstąpił do Szkoły Wojsk Lotniczych w Kjeller. O świcie 9 kwietnia 1940, w dniu inwazji niemieckiej na Norwegię, lecąc dwupłatowcem Gloster Gladiator zestrzelił Heinkla He 111. Najprawdopodobniej było to pierwsze norweskie zwycięstwo II wojny światowej. Podczas okupacji niemieckiej uciekł przez neutralną Szwecję, Moskwę, Władywostok, Jokohamę i Kalifornię aby dołączyć do Little Norway (ośrodek szkoleniowy dla norweskich pilotów) w Kanadzie. Na początku ze względu na doświadczenie otrzymał przydział jako instruktor, w sierpniu 1941 został przeniesiony do 331 dywizjonu RAF, następnie otrzymał przydział do 332 dywizjonu. 18 marca 1942 awansowany do stopnia kapitana objął dowództwo nad eskadrą A. 19 sierpnia 1942, podczas rajdu na Dieppe uszkodził 3 Focke-Wulfy Fw 190. 22 lutego 1943 został dowódcą dywizjonu a 16 kwietnia strącił Fw 190. 15 września otrzymał Krzyż Wybitnej Służby Lotniczej. Pod koniec 1943 roku przeniesiony do lotnictwa transportowego gdzie służył do końca wojny. Po wojnie pracował jako pilot cywilny w liniach lotniczych DNL (Det Norske Luftfartsrederi), później w Scandinavian Airlines System. W 1976 przeszedł na emeryturę.

## Odznaczenia
- Medal Świętego Olafa z gałązką dębową[4]
- Krzyż Wybitnej Służby Lotniczej[1].